# العبدول (شركة)
شركة العبدول للصوتيات هي شركة متخصصة في الإنتاج الإعلامي للفيديو والكاسيت والحفلات إضافة إلى الإعلام المرئي والمقروء تأسست عام 2001 مقرها في الإمارات العربية المتحدة دبي، مديرها العام المخرج سهيل العبدول وفي العام 2003 أطلقت شبكة قنوات نجوم التابعة لها وهي قنوات موسيقية مختصة بالفن وأغلقت عام 2014 بقرار من مالكها

شعار شبكة قنوات نجوم

## أبرز الفنانين الذين تعاملوا معها
- ديانا حداد [3]
- حاتم العراقي [4]
- عيضة المنهالي
- جاد نخلة
- علي عبد الستار
- عادل مختار
- الوسمي [5]
- هيام حمصي [6]
- علي عبيد